# 蛙の王女

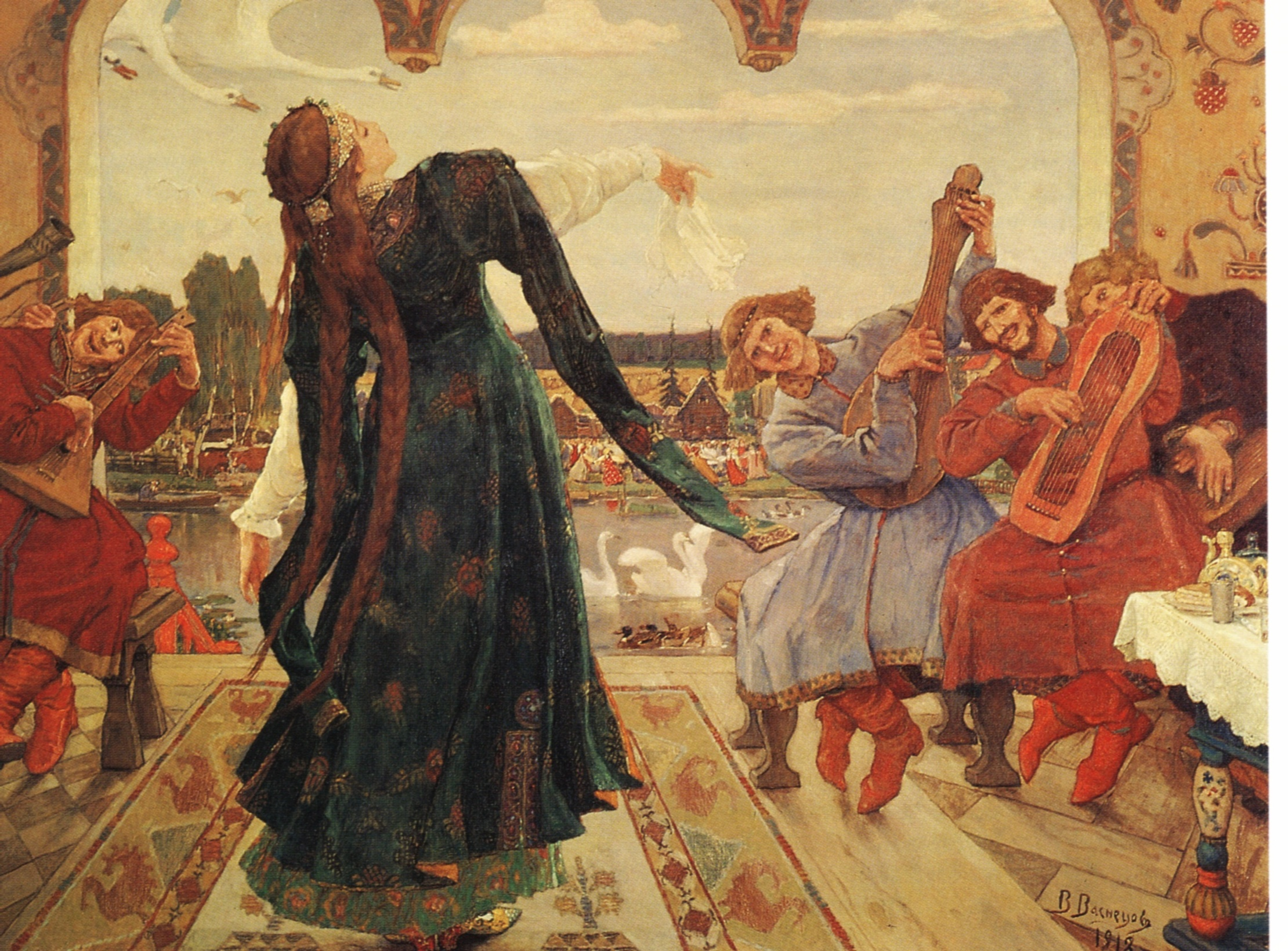
ヴィクトル・ヴァスネツォフ 1918

蛙の王女（かえるのおうじょ、Царевна Лягушка）とは、ロシアの民話。アレクサンドル・アファナーシェフの編纂した『ロシア民話集』に収められている。
他の国にも類似した民話が残っている。

## あらすじ
王様が3人の息子達に、それぞれが矢を放った先にいる娘と結婚するように命じる。兄2人は貴族と商人の娘を貰うが、末っ子のイワン王子は池にいた蛙を嫁にする。王様は3人の嫁に、白パンを焼く、絨毯を織るといった課題を与える。イワン王子は困惑するが、彼が寝ている間に蛙は本来の姿であるワシリーサに戻り、魔法を使って課題をこなす。
ある日王様は3人に嫁を連れてくるように言う。イワン王子は先に城へ向かい、ワシリーサは後から向かった。宴会で踊りが始まるとワシリーサは池と白鳥を作り出し人々を喜ばせる。隙を見たイワン王子は家へ戻り、蛙の皮を燃やしてしまう。ワシリーサはいなくなってしまい、イワン王子は行方を探す。
バーバ・ヤーガにワシリーサの居場所を聞くと不死身のコシチェイのところにいるという。コシチェイの命は樫の木の上にある長持の中のウサギの中のカモの中の卵の中の針であることがわかり、それを道中で助けた動物たちの手を借りて取り出し、コシチェイを倒すことに成功する。呪いの解けたワシリーサはイワン王子と幸せに暮らす。